# Студио филм
Студио филм је филмска компанија у СФР Југославији - Босна и Херцеговина основана 1953. године на иницијативу Удружења филмских радника БиХ након прве веће производне кризе у сарајевском филмском центру.
Први произведени филм је документарац Сјећања посвећен десетогодишњици АВНОЈ-а.
Првобитни задатак - да његује искључиво документарни филм - убрзо изневјерава покретањем делатности реализације дугометражних играних филмова 1955 године.
До 1957 Студио филм је произвео 25 документарних и 3 целовечерња играна филма.
1957 Студио филм заједно се спаја с предузећем Босна филм у јединствено предузеће Босна  филм.
1967 године, на иницијативу Удружења филмских радника БиХ, оснива се нов Студио филм с примарним циљем да се бави играним филмом. Први произведен филм је копродукција Пламен на Јадраном из 1968 године. 
У квалитативном такмичењу с Босна филмом, Студио филм знатно доприноси увећању филмске производње у Сарајеву, потичући пре свега младе и нове ауторе, тако да у њему дебитују Мирза Идризовић, Никола Стојановић, Бакир Тановић, Мидхат Мутапчић...
До 1975 произвели су 12 дугометражних играних филмова.
Услед велике реорганизације у кинематографији 1976. године доноси се одлука о гашењу предузећа Студио филм.
Правни наследник предузећа је Филмски центар Сарајево.

## Продукција филмова
| Год.     | Назив                    | Улога |
| -------- | ------------------------ | ----- |
| 1950.-те |                          |       |
| 1955.    | Шолаја                   |       |
| 1956.    | Клисура (филм)           |       |
| 1957.    | Мале ствари              |       |
| 1960.-те |                          |       |
| 1968.    | Уђи, ако хоћеш           |       |
| 1968.    | Рам за слику моје драге  |       |
| 1968.    | Опатица и комесар        |       |
| 1968.    | Flammes sur l'Adriatique |       |
| 1970.-те |                          |       |
| 1970.    | Живот је масовна појава  |       |
| 1970.    | Драга Ирена!             |       |
| 1971.    | Дан дужи од године       |       |
| 1971.    | Овчар (филм)             |       |
| 1972.    | Слике из живота ударника |       |
| 1973.    | Со (филм из 1973)        |       |
| 1975.    | Доктор Младен            |       |